# Bengkulu (město)
Bengkulu (indonésky Kota Bengkulu) je město ležící na jihozápadním pobřeží ostrova Sumatra v Indonésii a hlavní město provincie Bengkulu.
Město bylo založeno Brity v roce 1685, nachází zde také britská pevnost Fort Marlborough postavená v roce 1714. Později se oblast stala nizozemskou kolonií a po druhé světové válce byla připojena ke vznikající Indonésii.

## Vzdělání
Vzdělání zde zajišťuje několik základních a středních škol. Jedinou vysokou školou v celé provincii Bengkulu je stejnojmenná univerzita (anglicky University of Bengkulu).

## Náboženství
Rozložení obyvatel dle náboženství je následující:
- islám - 95,43 %
- křesťanství - 2,96 % (většinou katolíci)
- buddhismus - 0,35 %
- hinduismus - 0,06 %
- konfucianismus - 0,01 %